# Белицер, Владимир Александрович
Владимир Александрович Белицер (укр. Володимир Олександрович Беліцер; 1906—1988) — советский учёный-биохимик, академик АН УССР (1957).

## Биография
Родился 17 сентября (30 сентября по новому стилю) 1906 года в Рязани.
Окончил МГУ в 1930 году.
В 1930—1935 годах — ассистент 2-го Московского медицинского института.
В 1934—1943 годах работал во Всесоюзном институте экспериментальной медицины, в 1943—1944 — в лаборатории физиологической химии АН СССР; с 1944 года — заведующий лабораторией ферментов Института биохимии АН УССР (в 1969—1972 годах — директор института).
Умер 4 марта 1988 года, похоронен на Байковом кладбище Киева.

## Научная деятельность
Изучал связи процессов гликолиза и дыхания, механизм клеточного дыхания. Ввёл понятие коэффициента фосфорилирования — отношения связанного фосфата к поглощённому кислороду. Выявил наличие сопряжения между переносом электронов в цепи реакций клеточного дыхания и связыванием фосфата (1937—1941). Исследовал денатурационные превращения белков, их агрегацию и специфическую полимеризацию. Охарактеризовал (1957—1980) процесс образования волокон фибрина — основу свёртывания крови — как многоэтапную самосборку, осуществляемую мономерным фибрином с помощью присущей ему системы специфических реактивных центров.

## Награды и звания
- Академик Академии Наук Украинской ССР (1957).[1]
- Премия НАН Украины имени А. В. Палладина (1981 — за цикл работ, посвящённых изучению проблемы молекулярных механизмов образования волокон фибрина).